# Trichosanthes longiflora
Trichosanthes longiflora är en gurkväxtart som beskrevs av Célestin Alfred Cogniaux. Trichosanthes longiflora ingår i släktet Trichosanthes och familjen gurkväxter. Inga underarter finns listade i Catalogue of Life.